# Isabella M. Weber

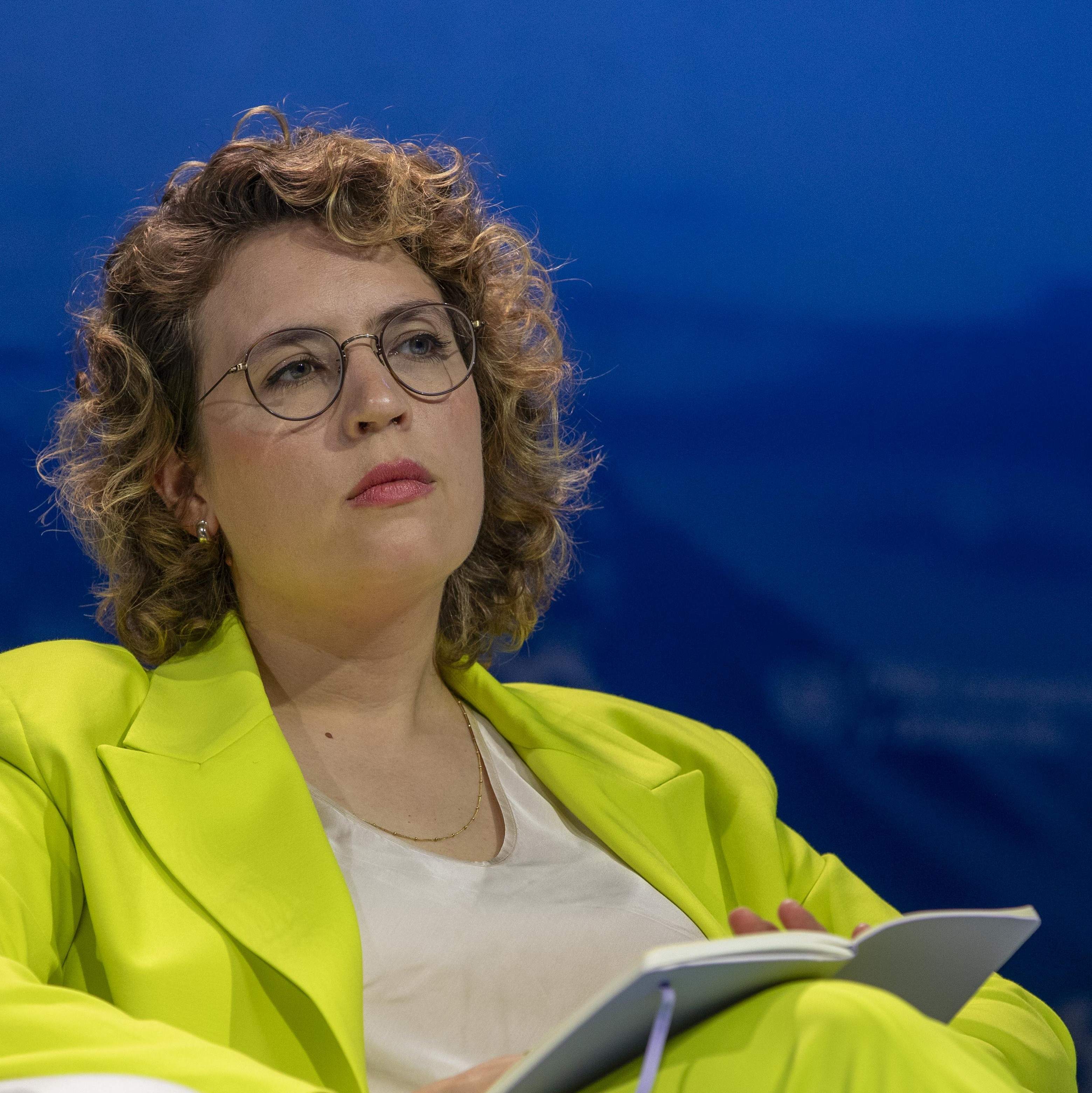
Isabella Weber, 2024

Isabella Maria Weber (geb. 1987 in Nürnberg) ist eine deutsche Ökonomin und Hochschullehrerin. Sie ist Associate Professorin für Volkswirtschaftslehre an der University of Massachusetts Amherst in den USA und leitet die Chinaforschung am dortigen Political Economy Research Institute. Schwerpunktmäßig beschäftigt sie sich mit der politischen Ökonomie Chinas, Internationalem Handel, der Geschichte des wirtschaftlichen Denkens sowie mit Preis- und Geldtheorie.

## Werdegang
Isabella Weber besuchte als Tochter einer Erzieherin und eines Küsters eine Waldorfschule und legte anschließend ihr Abitur an einem Gymnasium ab. Aufgrund einer Freiwilligentätigkeit an einer Internationalen Schule in Bangkok 2006 wurde sie Augenzeugin des Militärputsches in Thailand, anschließend absolvierte sie ein Praktikum bei der örtlichen Niederlassung der Friedrich-Ebert-Stiftung.
Nachdem sie ein Jura-Studium an der Humboldt-Universität nach dem ersten Semester aufgegeben hatte, begann Weber ihre wissenschaftliche Laufbahn mit einem von der Studienstiftung des deutschen Volkes geförderten Stipendium für sozialwissenschaftliche Forschung ein Bachelorstudium in Politikwissenschaft mit Nebenfach Wirtschaft an der Freien Universität Berlin von 2010 bis 2012, in dessen Rahmen sie von 2010 bis 2011 auch eine Sprachausbildung beim Zentrum für Chinesische Sprache mit Gasthörerschaft an der Universität Peking absolvierte. Es folgte 2015 ein Master in Wirtschaftswissenschaften an der New School for Social Research in New York City.
Im Jahr 2018 promovierte Weber in Development Studies am Peterhouse College der University of Cambridge mit dem Thema China’s Escape from the ‘Big-Bang’: The 1980s Price Reform Debate in Historical Perspective. Eine weitere Promotion erreichte sie mit der Thesis Essays on Theories of Money and International Trade, wiederum an der New School for Social Research.
Von 2017 bis 2019 war sie Assistenzprofessorin (Lecturer) für Wirtschaftswissenschaften am Goldsmiths College der University of London. 2019 wechselte sie zu Gunsten einer Assistenzprofessur für Wirtschaftswissenschaften an die University of Massachusetts Amherst, wo sie zudem Forschungsleiterin für China Studies am Political Economy Research Institute wurde.
Sie war zudem als Gastwissenschaftlerin an der Tsinghua-Universität und der Universität Duisburg-Essen tätig.
Für Jamaal Bowman und andere fungierte sie als Sachverständige des US-Kongresses. Weber ist Mitglied der Unabhängigen Experten-Kommission Gas und Wärme (Gaspreiskommission) des Bundesministeriums für Wirtschaft und Klimaschutz (BMWK). Als Fellow 2022/2023 am Berggruen Institute in Los Angeles beschäftigt sie sich mit Emergency Economics (Krisenökonomie/Notwirtschaften).
Weber ist Unterzeichnerin der Berlin Declaration. Nach den US-Präsidentschaftswahlen 2024 prägte sie den Begriff der „antifaschistischen Wirtschaftspolitik“. Demnach könne eine andere Ökonomie den in „sozialer Unsicherheit und politischer Entfremdung“ liegenden Ursachen des Faschismus’ entgegenwirken.
Seit Anfang 2025 ist Isabella M. Weber gemeinsam mit Adam Tooze und Maurice Höfgen Herausgeberin des deutschsprachigen Wirtschaftsmagazins Surplus, „das sich um die Interessen der großen Mehrheit und nicht der Reichsten dreht“.
Im Juli 2025 bestellte Bundesfinanzminister Lars Klingbeil Isabell M. Weber zu einem Mitglied der Expertenkommission zur Reformierung der Schuldenbremse.
Sie beherrscht Deutsch, Englisch, Chinesisch, Französisch und Thailändisch (Grundkenntnisse).

## Wissenschaftliche Arbeit
In ihrer wissenschaftlichen Arbeit beschäftigte Weber sich mit der politischen Ökonomie Chinas, Internationalem Handel, der Geschichte des wirtschaftlichen Denkens sowie mit Preis- und Geldtheorie. Dazu veröffentlichte sie rund ein Dutzend Peer-Reviewte Zeitschriftenartikel und Buchkapitel. Zudem gab sie der BBC Experteninterview und veröffentlichte Beiträge in Zeitungen wie The Guardian, Jacobin und Pandora Magazine. Seit 2014 hielt sie darüber hinaus Gastvorträge in Deutschland, Großbritannien, den USA, China, Österreich und präsentierte bei Konferenzen.
Ihr erstes Buch How China Escaped Shock Therapy: The Market Reform Debate wurde mit dem Joan Robinson Prize und als bestes Buch in interdisziplinären Studien durch die International Studies Association ausgezeichnet. Darin beschreibt sie, wie die allmähliche Marktöffnung Chinas ablief und wie sie den Aufstieg des Landes erleichtert, ohne dass es zu einer völligen Assimilation an den globalen Neoliberalismus gekommen wäre. Im Mittelpunkt steht der Diskurs um verschiedene Reformmöglichkeiten der Wirtschaft nach dem Ende der Mao-Ära. Zur Debatte habe eine Zerstörung des sozialistischen Systems durch eine Schocktherapie oder eine Nutzung der Institutionen der Planwirtschaft als Schöpfer des Marktes gestanden. In der Entscheidung sieht Weber eine maßgebliche Grundlage für die wirtschaftliche Expansion Chinas im Vergleich zur russischen Wirtschaft, die in Folge einer Schocktherapie brach lag. Auf der Grundlage umfangreicher Recherchen, darunter Interviews mit wichtigen chinesischen und internationalen Akteuren und Vertretern der Weltbank sowie Einblicken in unveröffentlichte Dokumente, zeichnet das Buch die Debatte nach, die es China letztlich ermöglichte, einen Weg der schrittweisen Reindustrialisierung einzuschlagen. Es beleuchtet nicht nur den Wandel der 1980er Jahre, sondern zeigt auch die intellektuellen Grundlagen der Beziehungen zwischen Staat und Markt im China der Reformära. Das Werk wurde von Fachkollegen gelobt und in mehreren Sprachen veröffentlicht. Die deutschsprachige Ausgabe erschien unter dem Titel Das Gespenst der Inflation. Wie China der Schocktherapie entkam im April 2023.

### Strategische Preiskontrollen
Mit Bezug zu ihren auch historischen Zugängen zur Wirtschaftspolitik vertrat sie im Dezember 2021 die These, strategische Preiskontrollen könnten in Nadelöhr-Situationen zur Inflationskontrolle beitragen. Dabei nahm sie besonders Bezug auf die erfolgreiche Inflationskontrolle der Roosevelt-Regierung im Nachgang des Zweiten Weltkrieges. Wiederholt bezeichneten auch andere Ökonomen wie der White House Council of Economic Advisers die Wirtschaftslage der Nachkriegszeit und während der COVID-19-Pandemie als strukturell sehr gut vergleichbar. Damit stellte sie vor allem eine Alternative zu konventionellen makroökonomischen Maßnahmen wie z. B. einer Straffung der Geldpolitik vor, die vielseitig auf Kritik, besonders von neoliberaler Seite, stieß.
Kritik an ihrer These übte wenige Tage später Ende 2021 unter anderem der Wirtschaftsnobelpreisträger Paul Krugman mit dem Hinweis darauf, besonders Lieferketten seien Verursacher von Preissteigerungen und eine Normalisierung der weltwirtschaftlichen Lage würde eine Stabilisierung der Inflation automatisch bringen. Im Mai 2022 veröffentlichte Daten, denen zufolge Lieferkettenprobleme lediglich 38 % Prozent der Inflation verursachten, unterstützten indes Webers These. Für Krugmans Anfeindung, Webers Idee sei „truly stupid“ entschuldigte er sich später. Seine unsachliche Anfeindung wurde dennoch Grundlage von Debatten zu strukturell abwertendem Umgang mit Frauen in den Wirtschaftswissenschaften. In der New York Times revidierte Krugman im September 2022 seine dereinst geäußerte Meinung und trat für die Sinnhaftigkeit von Preiskontrollen in Europa ein.
Für Deutschland brachte sie mit Sebastian Dullien konkret einen Gaspreisdeckel ins Gespräch. Nach erster massiver Kritik fand ihre Position zunehmend Zustimmung, als erste offizielle Zahlen zeigten, dass der Preisanstieg neben Beschaffungsproblemen auch stark durch Gewinnsteigerungen von Ölkonzernen getrieben wurde und auch bei fallenden Beschaffungspreisen Konzerne die Preise künstlich hoch hielten, um ihre Gewinne zu erhöhen. Aus der Praxis ergaben sich zudem Ermittlungen des Bundeskartellamtes, wodurch auch in der Öffentlichkeit Webers und Dulliens Vorschlag eines strategischen Gaspreisdeckels Aufmerksamkeit sowie Zustimmung geriert, zumal fossile Energien ein ausschlaggebender Inflationstreiber sei.

### Unternehmensprofite als Inflationstreiber
Im Kontext der Inflation untersuchte Weber die Rolle von Unternehmensprofiten als Faktor für steigende Preise. Gemeinsam mit Kollegen veröffentlichte sie Studien, die zeigten, dass erhöhte Gewinnmargen in bestimmten Sektoren erheblich zur Inflationsentwicklung beitragen können. Auch diese These fand nach anfänglich scharfer Kritik stärkeren Widerhall im wirtschaftswissenschaftlichen Diskurs.
Ihre Forschung lieferte neue Grundlagen für Diskussionen um Lohnerhöhungen und Preisstabilität. Sie argumentierte, dass eine einseitige Fokussierung auf Löhne als Inflationstreiber die Rolle der Unternehmensgewinne vernachlässigt und plädierte für eine umfassendere Analyse der Inflationsursachen. So seien die Unternehmensgewinne von US-Unternehmen auf einen Höchststand seit 70 Jahren gewachsen während die Löhne kaum gestiegen seien. Die größten US-Unternehmen hatten während der Pandemie ihr Profite um durchschnittlich 50 % gesteigert.

## Auszeichnungen
Für ihre Arbeit über den Aufstieg der Wirtschaft in der jüngeren Geschichte Chinas wurde Isabella Weber 2018 mit dem Warren Samuels Prize for Interdisciplinary Research in History of Economic Thought and Methodology ausgezeichnet und 2019 mit der Ground-breaking Subject Matter Accolade der International Convention of Asia Scholars.
Webers Buch „How China Escaped Shock Therapy: The Market Reform Debate“ wurde unter anderem mit dem Wissenschaftspreis der Keynes-Gesellschaft, dem International Studies Association Best Interdisciplinary Book Award und dem Joan Robinson Prize 2021 ausgezeichnet. Zudem wurde es auf eine Reihe von Listen der wichtigsten bzw. besten Bücher 2021 aufgenommen. So auf die Listen der Financial Times, der Foreign Policy, des Project Syndicate, von ProMarket und Folha de S. Paulo.
2024 erhielt sie den Hans-Matthöfer-Preis für Wirtschaftspublizistik.

## Ausgewählte Veröffentlichungen
Peer-reviewte Zeitschriftenartikel
- Velupillai, K.V. and I.M. Weber (2016): Reflections on B P Adarkar’s ‘Years of High Theory’ (1934–1941). Economic and Political Weekly, 51(14), April 2.
- Weber, I.M. and G. Semieniuk (2019): China and American Radical Political Economists: From Great Hopes to Disillusionment. Research in the History of Economic Thought and Methodology, 37A, 31-63, doi:10.1108/S0743-41542019000037A005 (Winner of the Warren Samuels Prize for Interdisciplinary Research in the History of Economic Thought and Methodology).
- Weber, I.M. (2019): On the necessity of money in an exchange-constituted economy: the cases of Smith and Marx. Cambridge Journal of Economics, 42(6), 1459–1483, doi:10.1093/cje/bez038.
- Semieniuk, G. and I.M. Weber (2020): Inequality in Energy Consumption: Statistical Equilibrium or a Question of Accounting Conventions? The European Physical Journal Special Topics, 229, 1705–1714, doi:10.1140/epjst/e2020-900125-5.
- Weber, I.M. (2020): Das westdeutsche und das chinesische »Wirtschaftswunder«: Der Wettstreit um die Interpretation von Ludwig Erhards Wirtschaftspolitik in Chinas Preisreformdebatte der 1980er-Jahre. Jahrbücher Historische Kommunismusforschung, 2020, 55-69.
- Weber, I.M. (2020): Origins of China’s Contested Relation with Neoliberalism: Economics, the World Bank, and Milton Friedman at the Dawn of Reform. Global Perspectives 1(1), 12271. doi:10.1525/gp.2020.12271.
- Shaikh, A. and I.M. Weber (2020): The U.S.-China Trade Imbalance and the Theory of Free Trade: Debunking the Currency Manipulation Argument. International Review of Applied Economics, doi:10.1080/02692171.2020.1814221. Chinese translation: 《中美贸易失衡与自由贸易理论: 对汇率操纵论的批判》中国社会科学内部文稿 2020 年第 5 期。
- I.M. Weber (2021): Markets and Socialism in China: von Mises in China’s Market Reform Debate accepted at Journal of the History of Ideas.

Monographien
- Weber, I.M. (2021): How China Escaped Shock Therapy: The Market Reform Debate. London, New York: Routledge.
  - deutschsprachige Ausgabe: Das Gespenst der Inflation. Wie China der Schocktherapie entkam. Aus dem Englischen von Stephan Gebauer, suhrkamp, Berlin 2023, ISBN 978-3-518-43127-6.

Beiträge in Sammelbänden
- Weber, I.M.: China’s Bureaucratic Tradition of Price Regulation through Market Participation: Guanzi and the Contrast with Ancient Greek Economic Thought. Schefold, B., and I. Amelung (Eds.), Chinese and European Economic Thought, London and Oxon: Routledge (forthcoming).
- Weber, I.M.: Ordoliberal Roots of Shock Therapy: The German ‘Economic Miracle’ in China’s 1980s Reform Debate. Slobodian, Q. and D. Plehwe (Eds.), Market Prophets from the Margins: Neoliberals East and South, New York: Zone Books.
- Weber, I.M. (2018): China and Neoliberalism: Moving Beyond the China Is/Is Not Neoliberal Dichotomy. Cooper, M., D. Cahill, and M. Konings (Eds.), SAGE Handbook of Neoliberalism, London: Sage Publications, S. 219–233.